# Puska (iskolai segédeszköz)

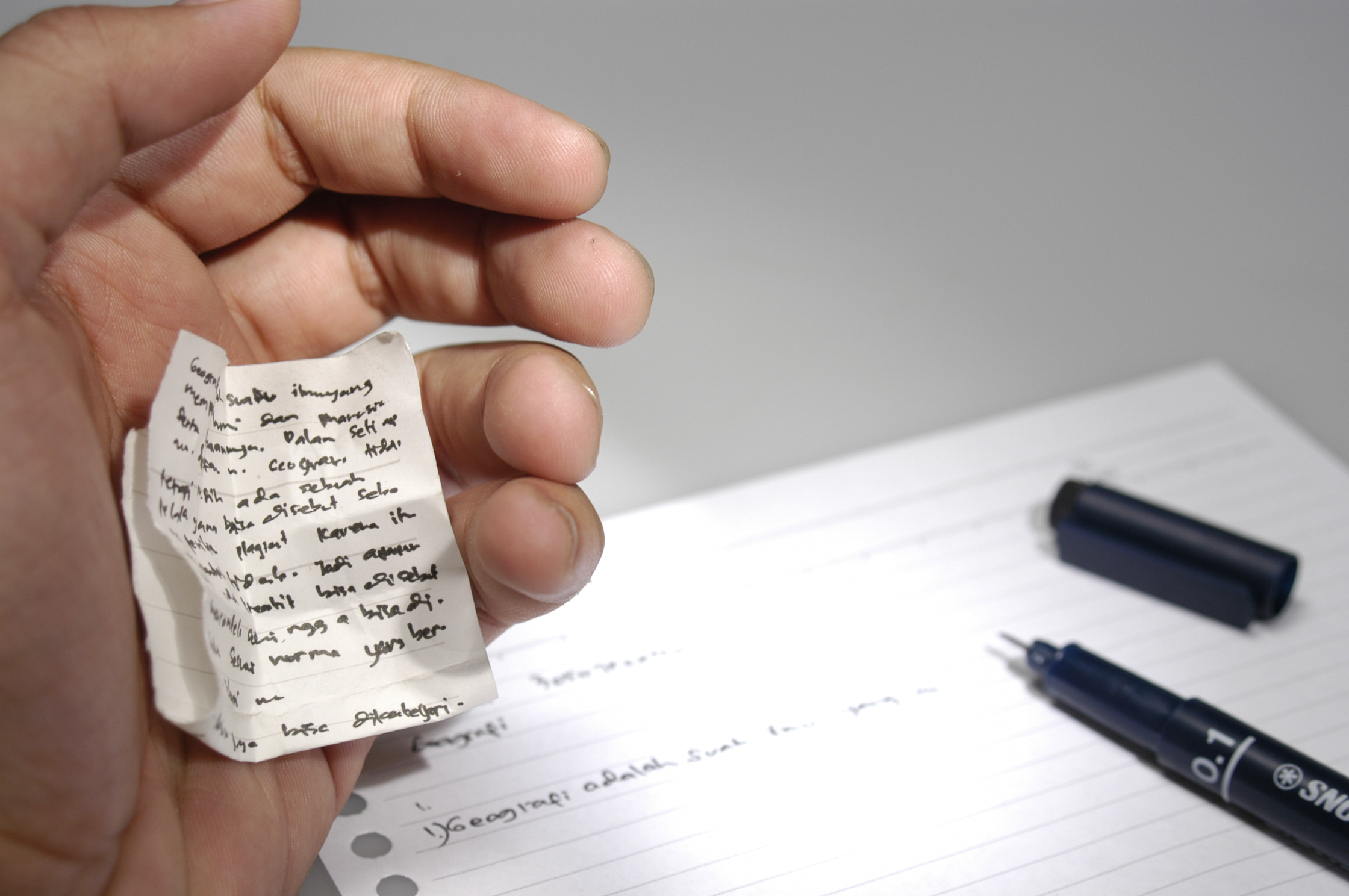
puska

A puska leggyakrabban egy kis darab papír, melyet az iskolai dolgozatok, egyetemi írásbeli vizsgák alatt (néha szóbeliken is, a felkészüléskor) használnak a diákok mint meg nem engedett segédeszközt abból a célból, hogy jobb, ill. az átmenéshez szükséges eredményt érjék el. A közelmúltban azonban már technikai eszközöket, például MP3-lejátszókat vagy diktált szövegű okostelefonokat is alkalmaztak puskaként.
A puskák vagy más, meg nem engedett segédeszközök használata általában elégtelen osztályzatot, ritkábban még más egyéb szankciót is von maga után (érettségi vizsgán pl. felfüggesztést).
Vannak olyan vizsgák, melyeken a "puskázás" bizonyos korlátok között megengedett. Ha a használható segédeszköz csak saját készítésű vagy meghatározott terjedelmű lehet, akkor azt ilyenkor is "puska" névvel illetik.

## A puskák használata
Néha a tanárok is ösztönzik a diákokat arra, hogy készítsenek "puskát", hogy azt később segédletként használhassák a tanuláshoz. Ezt azonban általában nem szabad használni a dolgozat, teszt vagy vizsga során.
A "puska" elnevezéssel újabban olyan mindennapi emlékeztetőket is illetnek, mint pl. egy munkafolyamat leírása.
Olyan vizsgákon, ahol a "puskázás" a fentebb leírt módon megengedett, a "puska" terjedelmét gyakran korlátozzák a vizsgáztatók. Az ilyen "puskák" fontos, de nehezen megjegyezhető képleteket vagy vázlatokat tartalmaznak, amelyek egy bonyolultabb feladat megoldásához szükségesek. Tanulás nélkül az ilyen "puskák" szinte haszontalanok; csak arra szolgálnak, hogy a probléma megoldásához szükséges mélyebb (a vizsgázó által megtanult) tudást elő tudják hozni, vagy a mechanikusan alkalmazandó, de nehezen megjegyezhető számítási módszereket tartalmazzák. Így azok gyorsan kéznél vannak annak érdekében, hogy a hallgató energiáit a feladat érdemi részének megoldására fordíthassa. A korlátozott terjedelem és az a tény, hogy gyakran csak kézzel írott "puskákat" engedélyeznek, azt eredményezi, hogy a "puska" elkészítése az anyag megtanulását érdemben segíti.

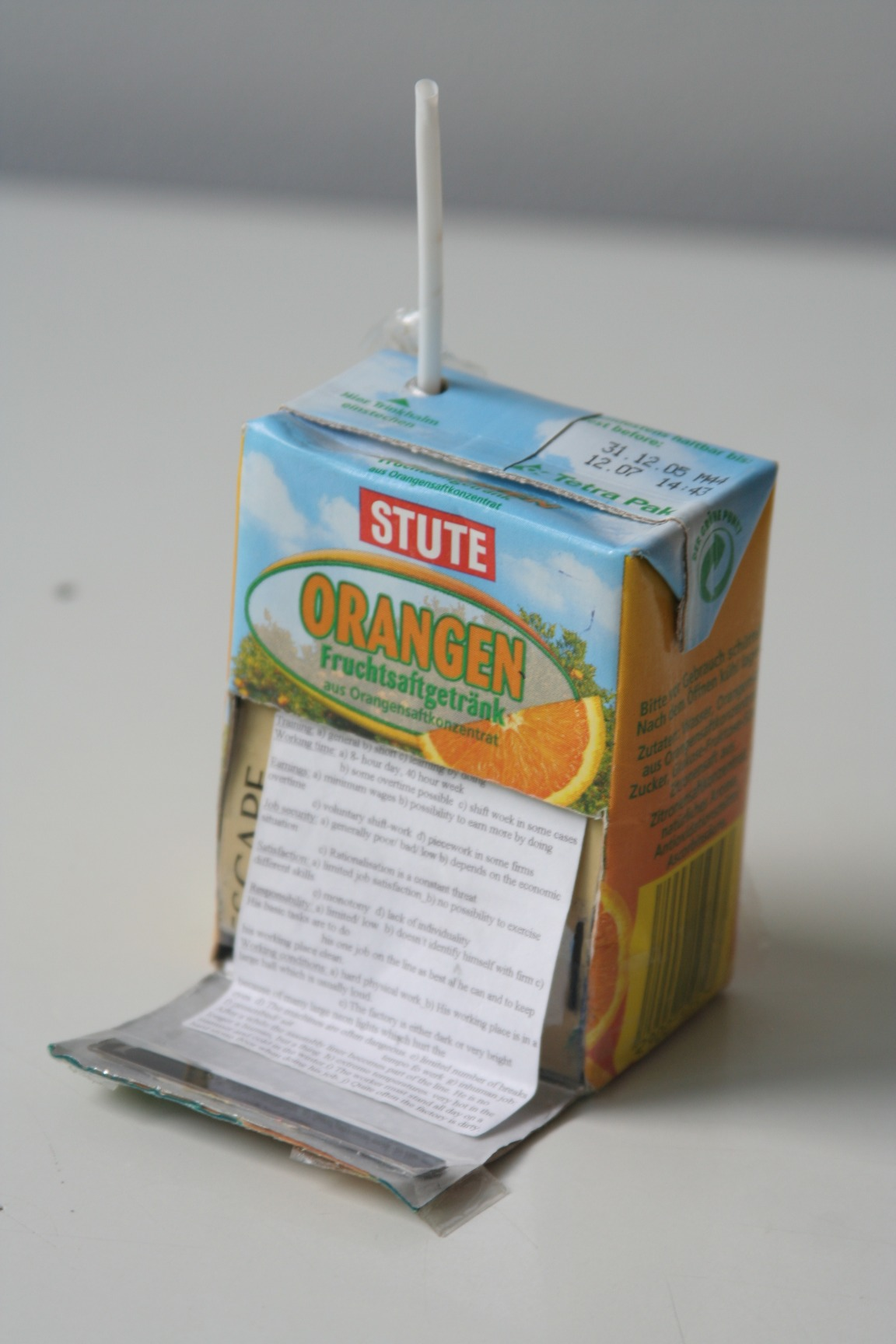
Italos dobozra erősített puska

## A puskák fajtái
Sokféle puska létezik, amelyek mindegyike az információk lehető legjobb elrejtését, valamint az olvasás megkönnyítését célozza, de úgy, hogy mindeközben a "puska" minél kisebb méretben minél több információt tartalmazzon. Az információk nagyon kicsi méretben történő nyomtatása valószínűleg a legszélesebb körben alkalmazott módszer. A nyomtató használata nagyban segítette az olvashatóságot, és lehetővé tette néhány szokatlan típusú puska elkészítését is. Németországban van egy "puska"-kiállítás az ahleni (Vesztfália) Szent Mihály Szakkollégiumban, amelyet a helyi iskolai lelkész, Johannes Gröger készített az évek során. A kiállítás a VertrauensBlicke címet viseli.

## Híres puskák
Jens Lehmann német válogatott labdarúgókapus "puskája" nemzetközi visszhangot is kapott. 2006. június 30-án, a futball-világbajnokság negyeddöntőjében Andreas Köpke kapusedző Lehmann kezébe csúsztatott egy kézzel írt puskát, amely információkat tartalmazott az argentin csapat lövőiről. Lehmann két büntetőt hárított Argentína ellen, és győztesként ünnepelték. Később elérhetővé tette a jegyzetet az Egy szív a gyermekekért kampány számára. Az EnBW cég egymillió euróért szerezte meg a cédulát egy árverésen, és a bonni Történelem Házának adományozta. A puska jelenleg a dortmundi Német Futball Múzeumában látható.

## Fordítás
Ez a szócikk részben vagy egészben  a   Spickzettel című német Wikipédia-szócikk ezen változatának fordításán alapul.  Az eredeti cikk szerkesztőit annak laptörténete sorolja fel. Ez a jelzés csupán a megfogalmazás eredetét és a szerzői jogokat jelzi, nem szolgál a cikkben szereplő információk forrásmegjelöléseként.